# Origin Jazz Library
Origin Jazz Library ist ein amerikanisches unabhängiges Plattenlabel, das Bill Givens und Pete Whelan 1960 gründeten, um Tonträger des Bluesgenres aus den 1920er und 1930er Jahren wiederzuveröffentlichen. Mittlerweile ist das Label zudem auf Wiederveröffentlichungen von Jazz, Western Swing, Folk und Ragtime spezialisiert. Das in Brooklyn Heights, New York City, gegründete Unternehmen ist heute in Thousand Oaks angesiedelt.

## Geschichte
Eine geplante erste Veröffentlichung des Labels bezog sich auf Robert Johnson, unterblieb aber, als Frank Driggs Givens und Whelan über die Pläne von Columbia Records informierte, dessen Werk neu herauszugeben. Die erste Veröffentlichung von Origin Jazz Library wurde 1961 The Immortal Charley Patton, mit Songs von Charley Patton (1964 folgte deren zweites Volume). Das Label veröffentlichte weitere Platten zum Werk von Henry Thomas, Buster Johnson und Sam Collins, sowie diverse Kompilationsalben, auch zu Jug-Bands.
Origin Jazz Library etablierte sich und bildete die Vorhut einer ganzen Reihe unabhängiger Labels wie Mamlish Records, die zum Blues-Revival der 1960er Jahre beitrugen. 1967 übergab Whelan seinen Anteil am Unternehmen an Givens, der Ende der 1960er und bis weit in die 1970er Jahre hinein neue Veröffentlichungen herausbrachte. Durch die Konkurrenz anderer Label wie Yazoo Records, die mittlerweile den Großteil des wertvollen Bluesmaterials aus der Zeit vor dem Zweiten Weltkrieg neu aufgelegt hatten, wurde es für Origin in den 1990er Jahren immer schwieriger, neue Wiederveröffentlichungen im Bluesbereich zu produzieren. Givens begann die Serie Bix Restored (inzwischen fünf Bände), die sich mit dem Werk von Bix Beiderbecke beschäftigt.
Als Givens 1999 starb, wurde das Label von seinen Mitarbeitern Cary Ginell und Michael Kieffer übernommen, die den Fokus weiter auf Jazz und Western Swing veränderten. Die Serie Western Swing Chronicles dokumentiert die frühen Jahre des Western Swing in den 1930er und 1940er Jahren. 2015 erschienen The Lost Radio Broadcasts von Leadbelly.  Weitere Bluesmusiker und Bands, deren Werke auf Origin Jazz Library neu aufgelegt wurden, waren Leon Chappelear, Bob Dunn und Leon’s Lone Star Cowboys.